# Chlaenius sericeus
Chlaenius sericeus är en skalbaggsart som beskrevs av Forster. Chlaenius sericeus ingår i släktet Chlaenius och familjen jordlöpare. Inga underarter finns listade i Catalogue of Life.